# Fàbrica Burés (Anglès)
La Fàbrica Burés és una colònia tèxtil situada a Anglès (Selva), de la qual l'anomenat «edifici del vapor» ha estat declarat bé cultural d'interès nacional. El conjunt d'habitatges per als treballadors està catalogat com a bé cultural d'interès local.

## Història
Els Burés provenien d'una família de fusters de Manresa, que an introduir-se en la indústria tèxtil en col·laboració amb els seus amics Borràs (amb els quals van emparentar), amb una fàbrica, que va entrar en funcionament el 1860, a Sant Joan de Vilatorrada (el Bages). Més endavant, el 1872, van crear una colònia industrial al riu Llobregat, dins el terme de Castellbell i el Vilar. El 1881, es va crear la societat Burés Germans, que el 1887 va iniciar la construcció d'una fàbrica a Anglès, destinada a produir filats i teixits de cotó, moguda per l'energia hidràulica del Ter a través del Canal de les Indústries. Finalment, després de vèncer innombrables problemes i retardar algunes vegades la posada en marxa, la fàbrica fou inaugurada el diumenge 13 de novembre del 1887. La nau principal allotjava una turbina construïda als tallers de la reputada empresa Planes i Flaquer de Girona.
A finals del segle xix, les irregularitats del cabal del Ter van fer que s'optés pel carbó d'Osor. Més endavant, ja a principis del segle xx, els Burés van promoure la construcció del salt del Pasteral, al terme municipal de la Cellera de Ter, una de les obres hidràuliques més importants de Catalunya. La presa té una longitud de 150 m i una alçada de 20 m, amb una base de 20 m d'amplada, i les obres van costar un milió de pessetes. Tenia capacitat per a generar 1.600 CV, amb la qual no només feia moure la fàbrica d'Anglès, sinó que subministrava electricitat a les poblacions de la Cellera, Anglès, Estanyol, Salt, Cassà de la Selva, Llagostera, Palafrugell, la Bisbal d'Empordà, Palamós, Calonge i Sant Feliu de Guíxols,
 fins que el 1960 es va explotar conjuntament amb Hidroelèctrica de Catalunya.
A finals de segle, la indústria cotonera d'Anglès (que aleshores tenia uns 1.600 habitants) ocupava uns 800 obrers. Les jornades laborals eren molt llargues i als treballadors forasters no els quedava més remei que allotjar-se dins l'establiment tèxtil, sovint en unes condicions deplorables i poc higièniques. En vistes d'aquesta situació, la construcció d'uns habitatges per als obrers era la conseqüència més lògica, raonable i humana per proporcionar-los un mínim benestar. Així, el febrer del 1890, Frederic Homs i Cabanas va demanar el permís corresponent a la corporació municipal, però el projecte va estar més d'un any encallat. Finalment, el 13 de març del 1891, el ple municipal informava del vistiplau que havia donat Obres Públiques de Girona, i es donava llum verda a la construcció de 20 pisos. Posteriorment, es construiria a davant la nova carretera a La Cellera de Ter i el pont sobre la riera d'Osor. El 1920, es construiren s'edificaren 72 pisos més, a ambdós costats de la carretera. Finalment, el 1939 es van edificar els últims 16 pisos del carrer de les fàbriques.

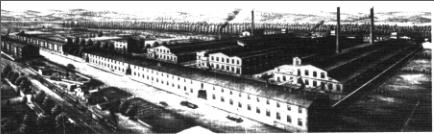
La fàbrica Burés el 1905

A partir del 1889, l'empresa, amb el nom de Burés i Salvadó, estaria dirigida per Francesc Burés i Borràs i el seu oncle Antoni Salvadó i Safont. El 1905 es transformà en la raó social de Francesc Burés i Borràs.A finals de segle, a Anglès treballaven 250 obrers. Entre 1920 i 1933, les fàbriques dels Burés funcionaven sota el nom social de Manufactures del Llobregat i Ter SA, i abans de la Guerra Civil treballaven a la factoria d'Anglès 880 persones. Durant la Guerra Civil, va ser col·lectivitzada i convertida en fàbrica d'armament. El 1939, la fàbrica tornà a produir teixits i arribà a tenir més de 1.000 treballadors.
El setembre del 2002, Filatures Burés feu suspensió de pagaments, i s'inicià un moviment social per a protegir i conservar l'edifici del vapor. El 2003, l'Ajuntament d'Anglès adquirí la propietat de la màquina de vapor en subhasta pública i l'any 2006, per conveni urbanístic, la propietat de diverses naus.
La fàbrica, sota el nom social de Buretex, tancà finalment el 2008.

## Descripció
Es tracta d'un gran complex fabril compost per diversos elements, del segle xix i més moderns, però la part més emblemàtica disposa de tres naus paral·leles amb els seus respectius telers i vapors, tot i que d'aquests només se'n conserva un. Es complementa amb una nau perpendicular dedicada a oficines i serveis i amb un parell de blocs de pisos, confrontats, en origen projectats com a habitatge per als antics treballadors de la fàbrica, entremig dels quals discorre la carretera que porta a Olot. La suma d'aquesta sèrie d'elements dona com a resultat una colònia industrial de les més importants de tot Catalunya.
Dels tres vapors existents en origen, només se'n conserva un. És un edifici de dues plantes, amb coberta a dues aigües de vessants a façana on predominen uns grans finestrals d'arc de mig punt emmarcats que permeten una gran entrada de llum. La màquina de vapor, de 200 CV de força del sistema Corliss, va ser fabricada el 1900 per La Maquinista Terrestre i Marítima.

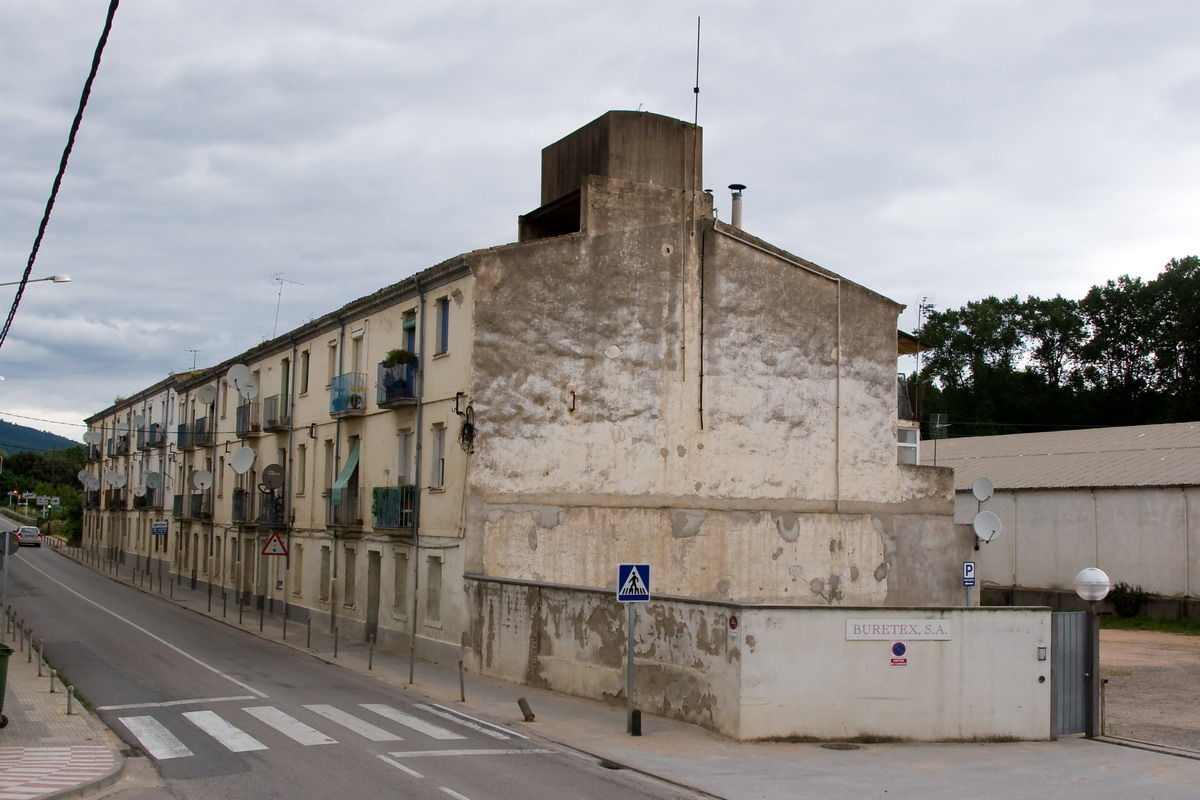
Habitatges per als treballadors

### Habitatges
Són dos grans blocs de pisos a banda i banda de la carretera que comunica Anglès amb La Cellera de Ter, de planta rectangular i de tres pisos d'alçada, coberts amb una teulada a dues aigües. Els únics elements ornamentals són els emmarcarcament de pedra o rajol tant a les finestres com les balconades dels dos blocs de pisos, materialitzat en una petita llinda monolítica al capdamunt, i en un ampit lleument treballat al basament.